# Сантуш, Андре
Андре́ Фили́пе Берна́рдеш Са́нтуш (порт. André Bernardes Santos; 2 марта 1989, Торриш-Ведраш, Португалия) — португальский футболист, полузащитник клуба «Варзин».

## Карьера

### Клубная
Андре является воспитанником португальского «Спортинга» и играет на позиции центрального опорного полузащитника. В 2010 году после аренды в «Униан Лейрия», Сантуш вернулся в «Спортинг», но вновь был отдан в аренду в сезоне 2012/13 в испанский клуб «Депортиво Ла-Корунья».

### В сборной
За основную сборную провел два матча, а до этого играл в молодёжной сборной Португалии.